# سميتا أغاروال
سميتا أغاروال (بالهندية: स्मिता अग्रवाल؛ بالإنجليزية: Smita Agarwal) هي كاتِبة ومؤلفة وشاعرة هندية، ولدت في 1958.